# Судіць (Яломіца)
Судіць, Судіці (рум. Sudiți) — село у повіті Яломіца в Румунії. Входить до складу комуни Судіць.
Село розташоване на відстані 119 км на схід від Бухареста, 18 км на схід від Слобозії, 93 км на північний захід від Констанци, 100 км на південь від Галаца.

## Населення
За даними перепису населення 2002 року у селі проживали 1967 осіб, усі — румуни. Усі жителі села рідною мовою назвали румунську.